# 巴里号驱逐舰 (DD-2)
巴里号驱逐舰（USS Barry DD-2）是一艘美国海军班布里奇级驱逐舰，也是美军第一艘以“美国海军之父”——獨立戰爭時代大陸海軍准將約翰·貝瑞（1745年–1803年）命名的舰船。

## 建造
巴里号于1902年3月22日在宾夕法尼亚州费城的纳菲尔-利维船舶和引擎制造公司下水，由海军准将巴里的侄孙女夏洛特·亚当斯·巴恩斯小姐主持，海军上尉诺布尔·爱德华·欧文担任船长。

## 第一次世界大战之前
巴里号被分配到北大西洋舰队海岸大队第一鱼雷中队，并在1903年夏季参与了在新英格兰附近的演习。1903年12月，巴里号离开东海岸经由苏伊士运河在次年4月抵达亚洲舰队驻地。
之后她分配到战列舰大队第一鱼雷中队直到1917年8月，期间曾有两次外出执行任务（1908年4月2日 － 12月21日和1912年10月21日 － 1913年6月24日）。

## 第一次世界大战时期
巴里号于1917年8月1日离开菲律宾群岛，经苏伊士运河在当年10月20日抵达直布罗陀。她在地中海地区负责为货船护航，直到1918年8月启程前往南卡罗来纳州查尔斯顿 (南卡罗来纳州)，并于同年9月5日抵达。她在查尔斯顿继续担任巡逻及护航任务。1919年1月，她前往费城海军船坞，同年6月28日拆解后，1920年1月3日出售。